# Masdevallia caesia
Masdevallia caesia är en orkidéart som beskrevs av Benedict Roezl. Masdevallia caesia ingår i släktet Masdevallia och familjen orkidéer. Inga underarter finns listade i Catalogue of Life.

## Bildgalleri

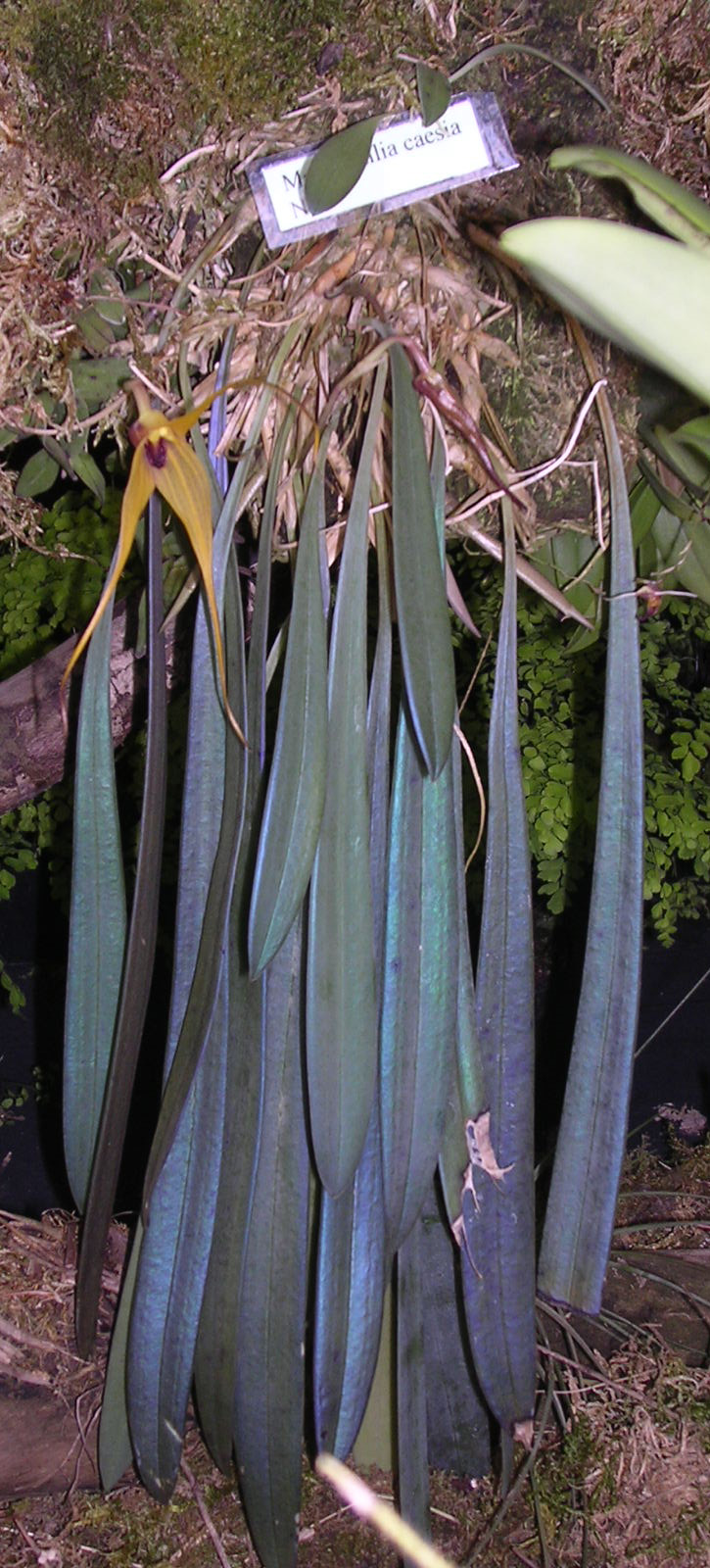
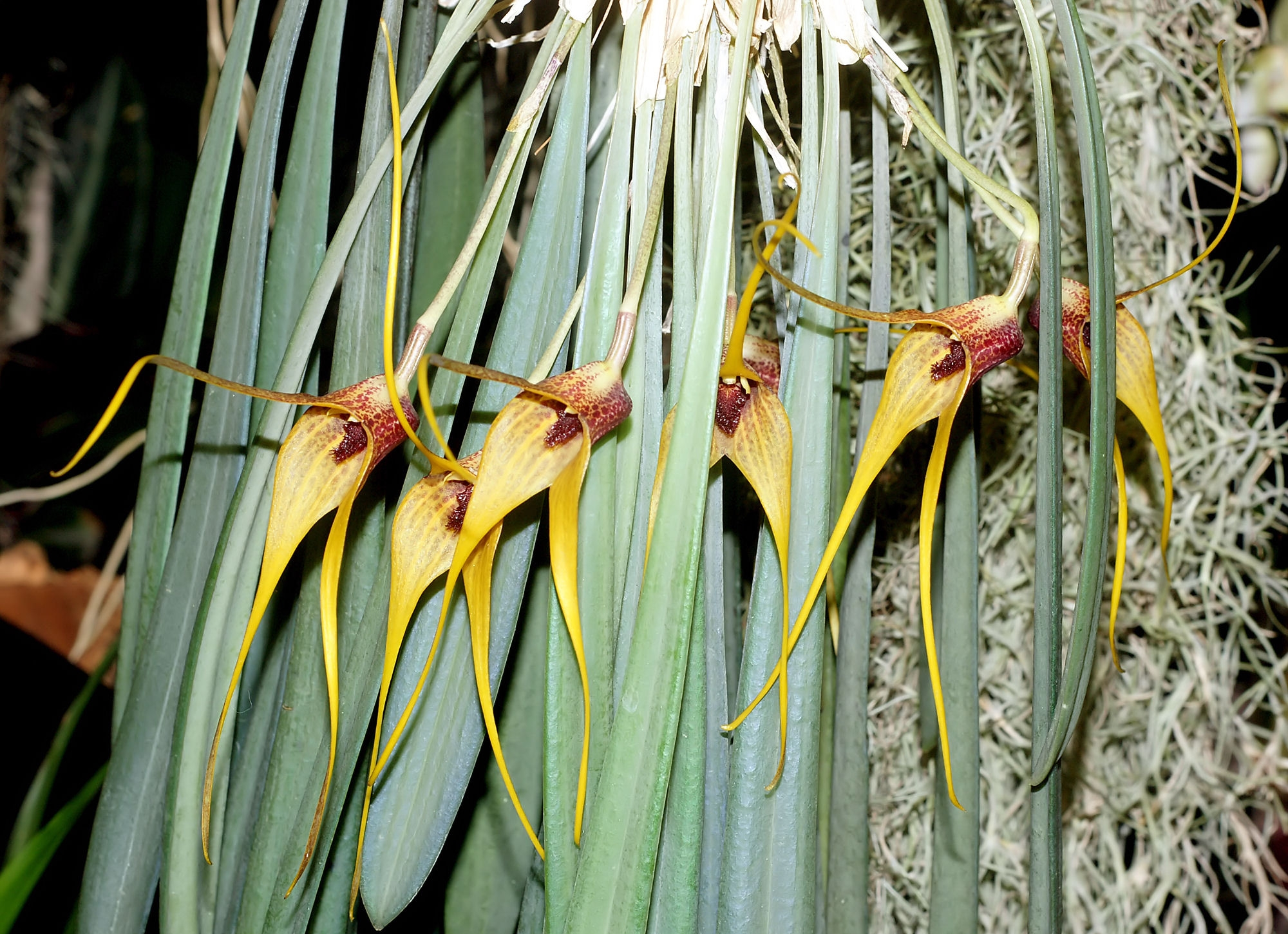
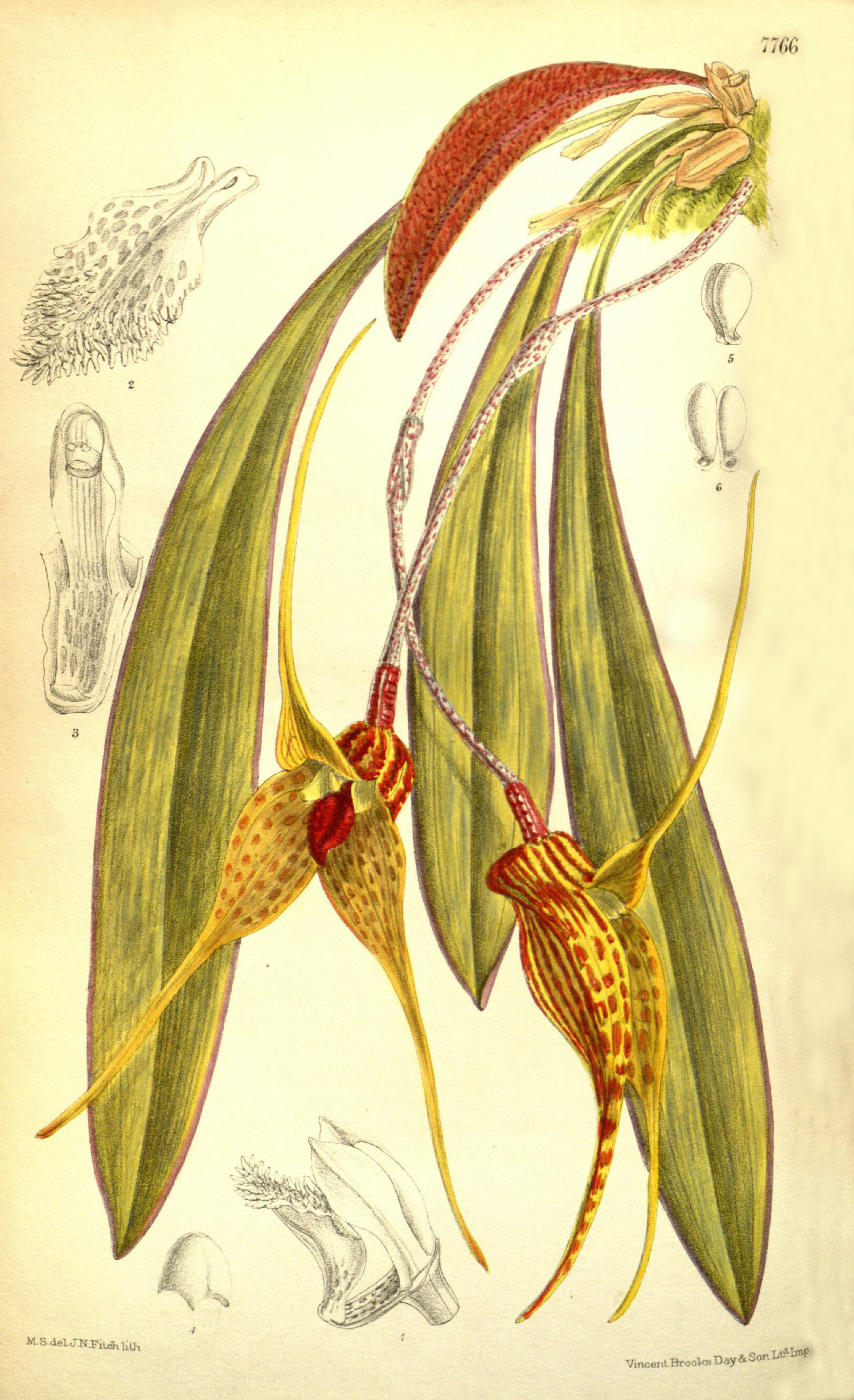
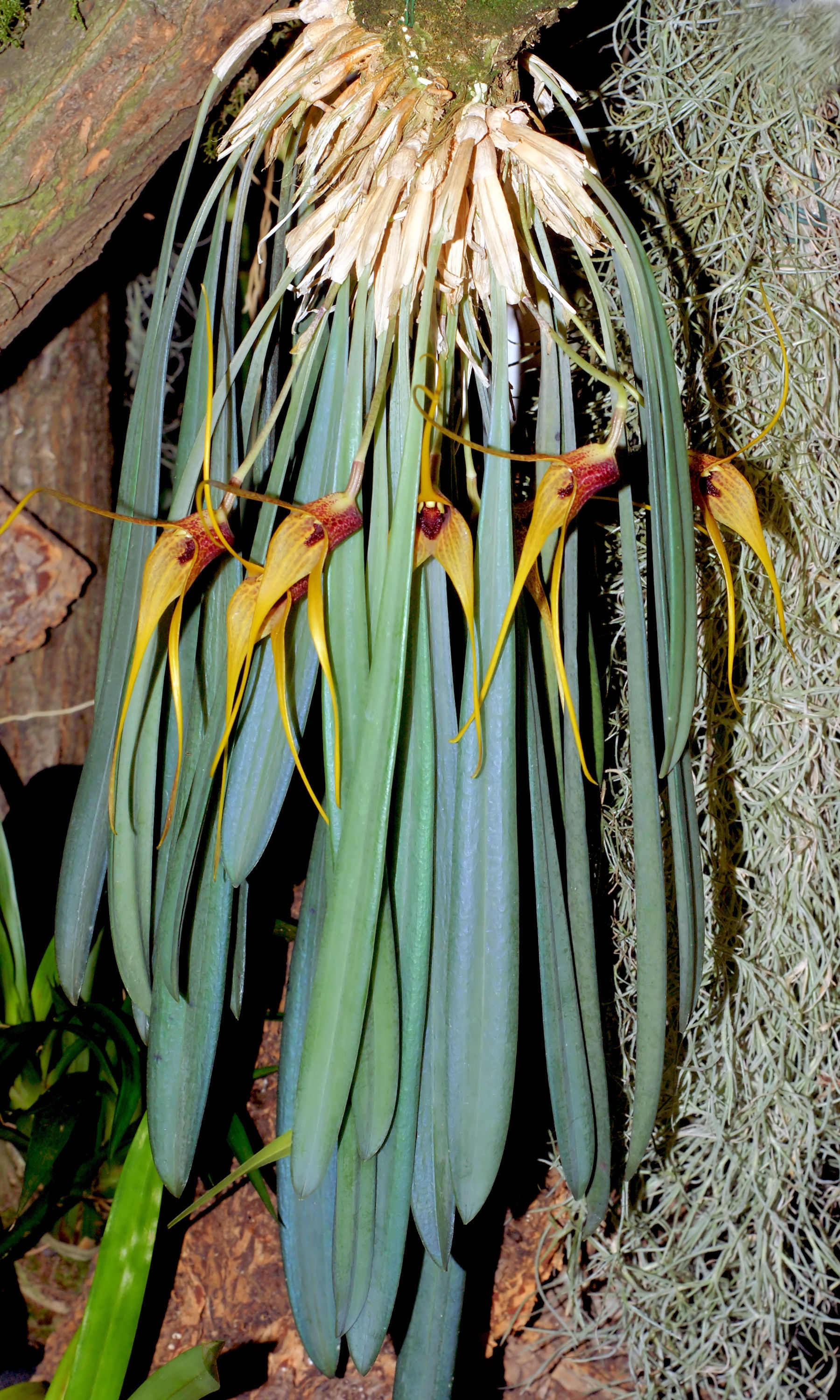
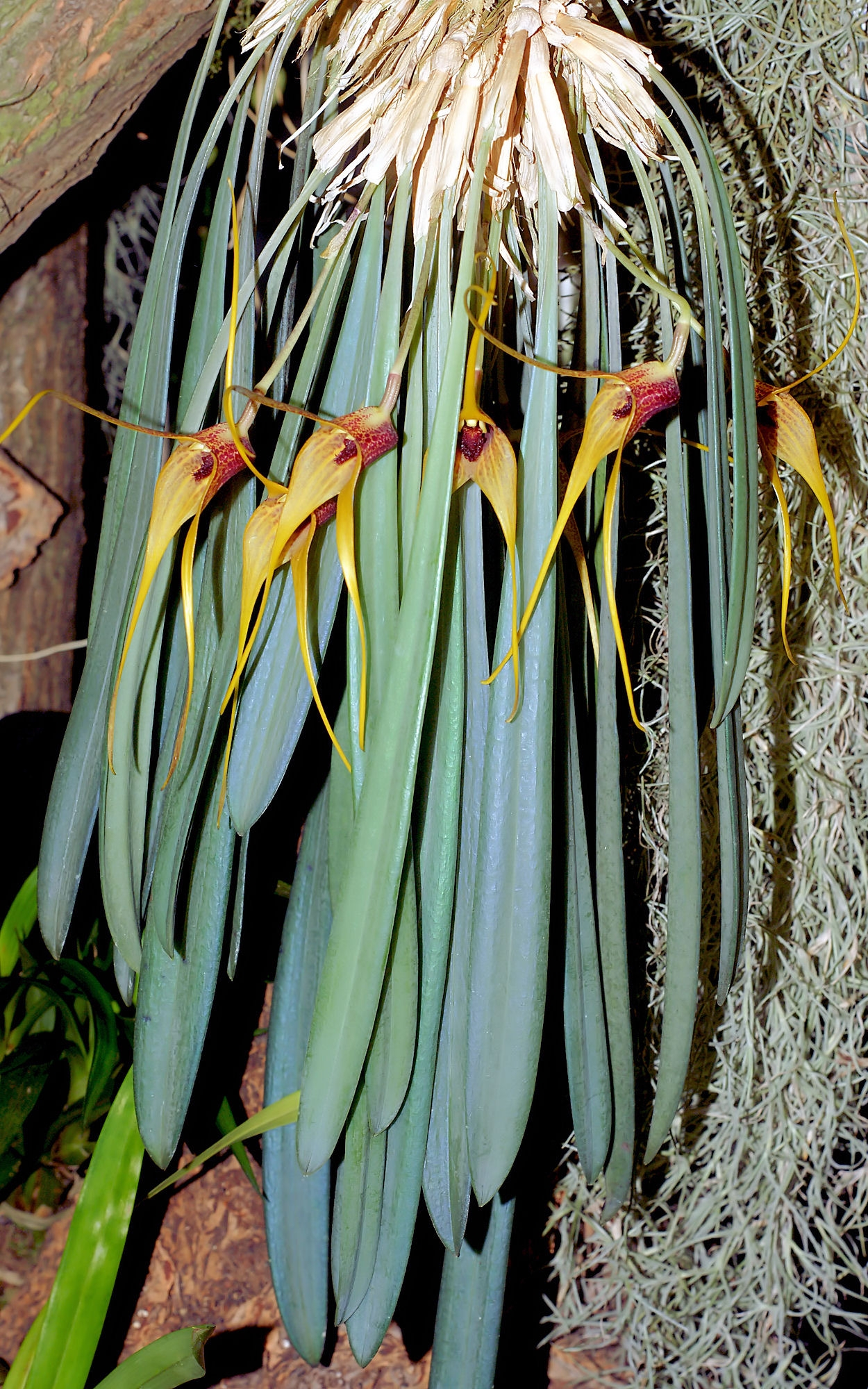
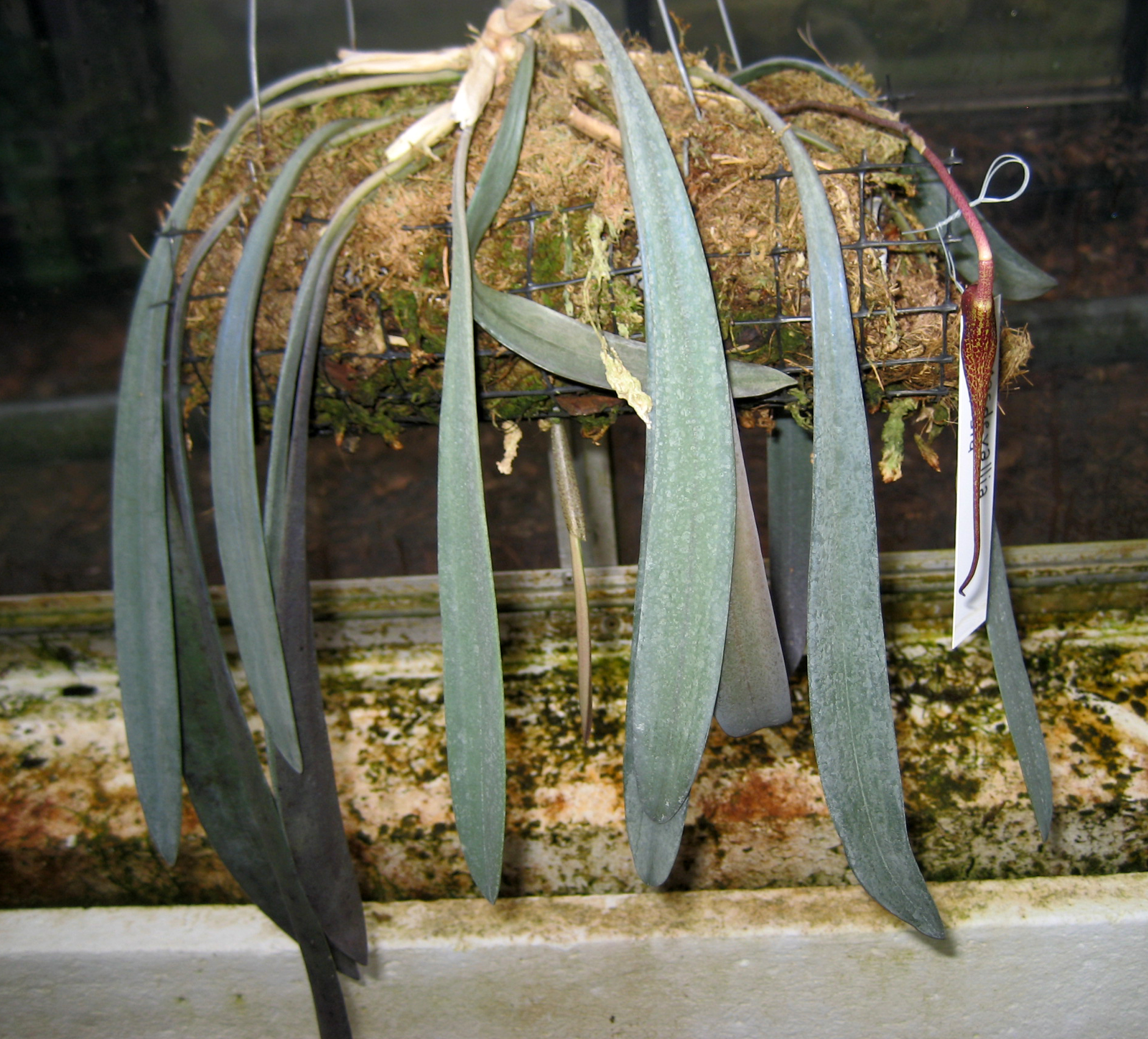